# St. Peter und Paul (Chamerau)

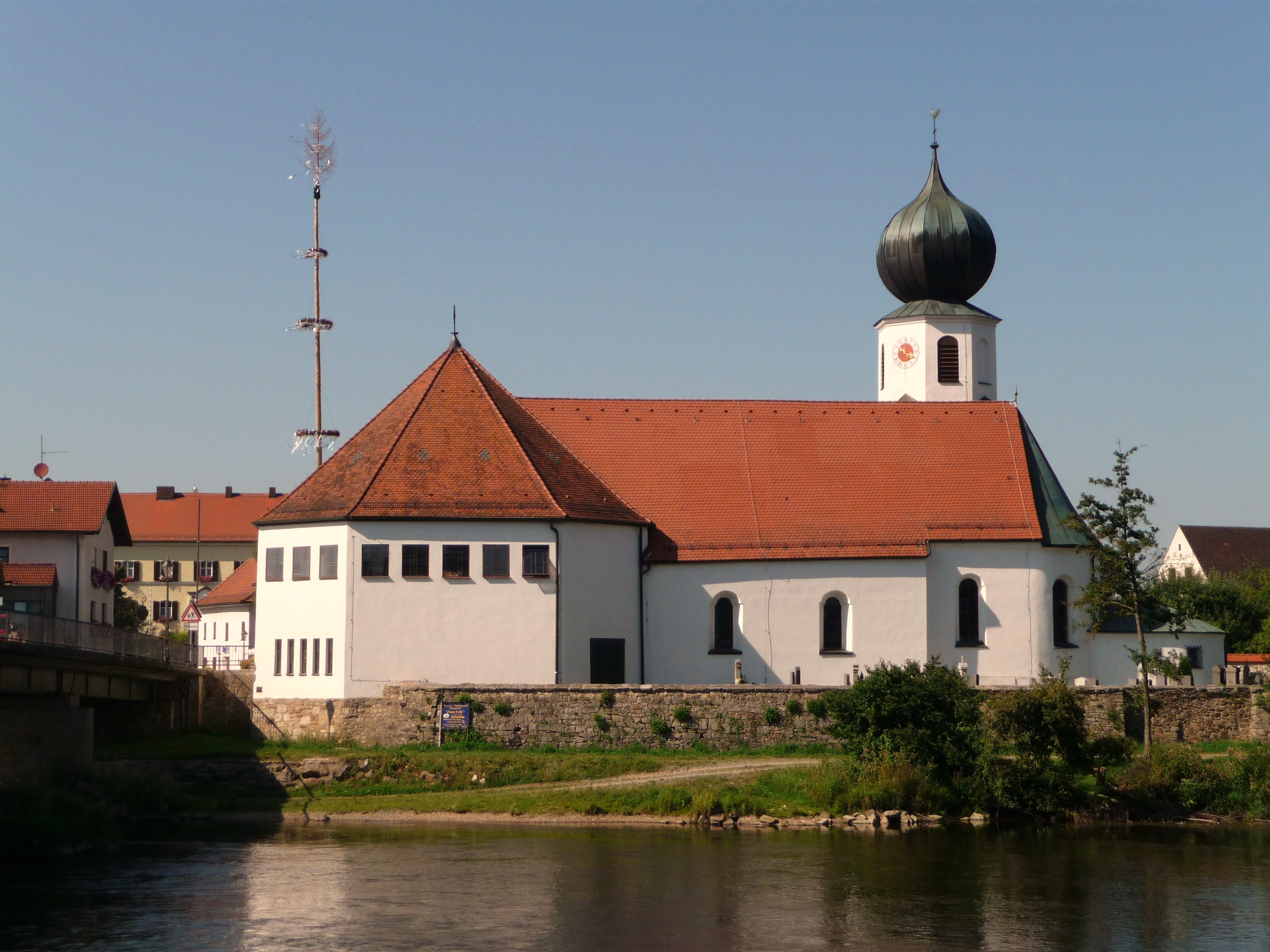
St. Peter und Paul (Chamerau)

Die römisch-katholische, denkmalgeschützte Pfarrkirche St. Peter und Paul steht in Chamerau, einer Gemeinde im Oberpfälzer Landkreis Cham. Sie gehört zum Bistum Regensburg. Das Bauwerk ist unter der Denkmalnummer D-3-72-117-1 als Baudenkmal in die Bayerische Denkmalliste eingetragen.

## Beschreibung
Die gotische Saalkirche wurde 1669 erneuert. Sie besteht aus einem Langhaus, einem eingezogenen, halbrund geschlossenen Chor im Osten und einem Chorflankenturm an seiner Nordwand, dessen Gründung bis ins 13. Jahrhundert zurückreicht. Sein achteckiges oberstes Geschoss aus dem 18. Jahrhundert beherbergt die Turmuhr und den Glockenstuhl, und er ist mit einer Zwiebelhaube bedeckt. Die Saalkirche wurde 1959/61 mit einem oktogonalen Anbau im Westen erweitert.